# پنت‌هاوس

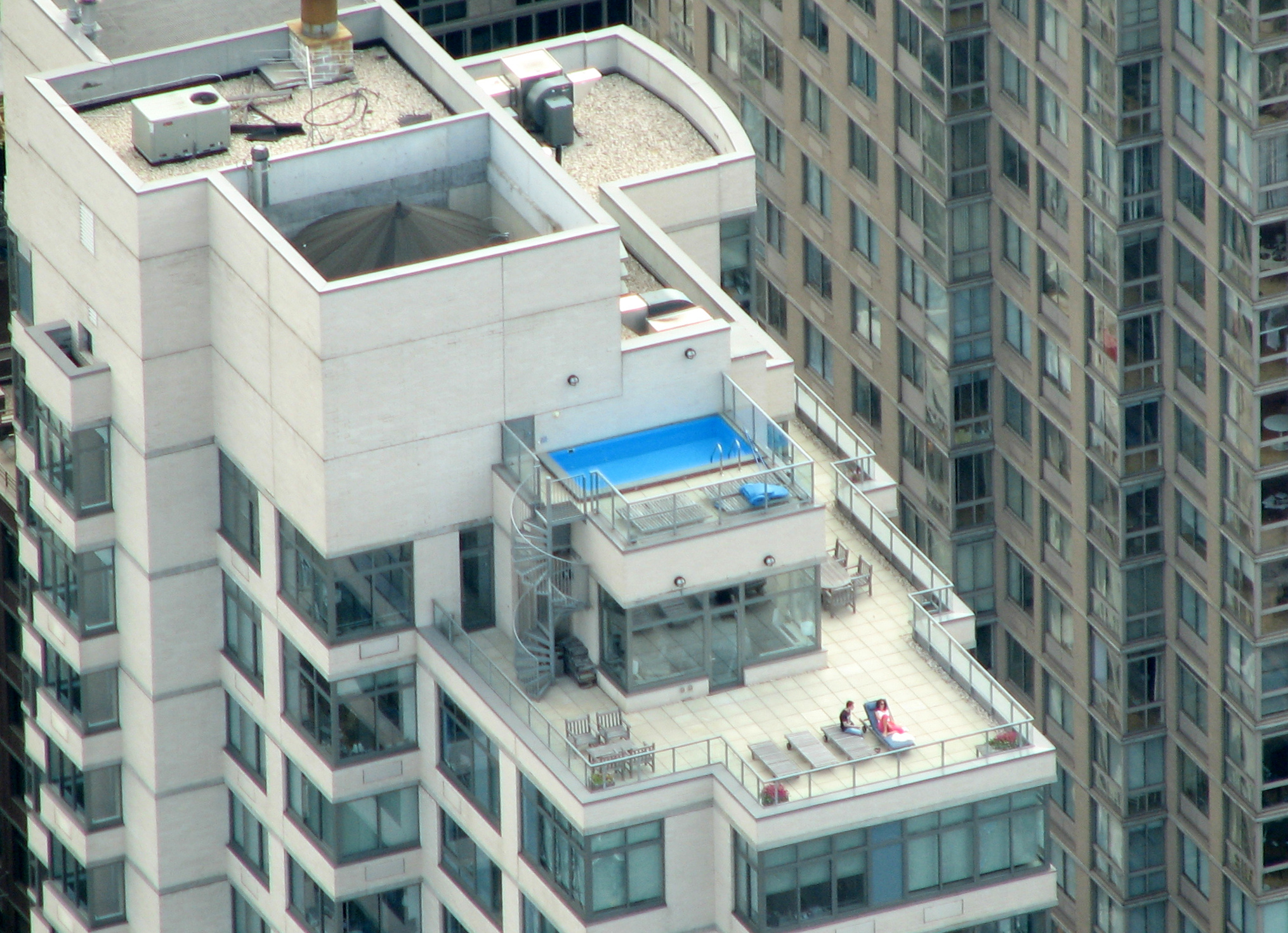
یک پنت‌هاوس که استخر دارد

پنت‌هاوس (به انگلیسی: Penthouse apartment) به واحد آپارتمانی گفته می‌شود که   در بالاترین طبقه مسکونی مجتمع‌های آپارتمانی و برج‌ها ساخته می‌شوند و در آنها از وسایل و امکانات لوکس و گران‌قیمت استفاده می‌شود. نقشه و شکل پنت‌هاوس با دیگر آپارتمان‌های آن مجتمع تفاوت دارد.

## تاریخچه
از دهه ۱۹۲۰ میلادی با رشد اقتصادی شدید آمریکا، افراد پولدار در شهر نیویورک شروع به ساخت پنت‌هاوس در بالای مجتمع‌های آپارتمانی کردند.